# Ligne de Saint-Denis à Dieppe
La ligne de Saint-Denis à Dieppe, aussi connue sous le nom de ses deux tronçons ligne de Saint-Denis à Pontoise et ligne de Pontoise à Dieppe est une ligne ferroviaire française reliant la gare de Saint-Denis, dans la proche banlieue nord de Paris, à la gare de Dieppe, en Seine-Maritime. D’une longueur de 161 km seulement, elle est la plus courte ligne à avoir été construite entre Paris et la mer. Elle constitue la ligne no 330 000 du réseau ferré national.
Cette ligne officielle se décompose en plusieurs tronçons distincts et n’a jamais été exploitée d'un bout à l'autre, sauf dans quelques situations exceptionnelles. Le premier, de la gare de Saint-Denis à celle de Saint-Ouen-l’Aumône-Liesse, est un tronçon de l’ancienne ligne de Paris-Nord à Lille ouverte en 1846 et reléguée au rang de ligne secondaire de banlieue depuis l'ouverture d'un itinéraire plus direct par Gonesse en 1859. Le second, prolongeant le premier jusqu’à Pontoise, est à l’origine un simple raccordement utilisé pour la desserte locale ouvert en 1863. Le dernier, enfin, a été terminé en 1873 pour desservir de manière directe le port majeur qu'était Dieppe en prolongeant encore la ligne existante par Gisors et le Vexin.
Après la fermeture du tronçon reliant Gisors à Dieppe, elle est utilisée, presque uniquement, par les trains circulant sur le réseau des transports en commun d’Île-de-France : RER C, Transilien H et J, les dessertes de type TER et Grandes lignes ayant été remplacées par des autocars.
Fermé le 19 janvier 2009 pour cause de vétusté, le tronçon entre Gisors et Serqueux est rouvert le 15 décembre 2013 au service des voyageurs et parcouru par des TER Haute-Normandie, avant de fermer à nouveau le 11 décembre 2017 pour permettre la réalisation de la deuxième phase de modernisation de cette section. Ces nouveaux travaux permettront au trafic fret du port du Havre de rejoindre Paris en empruntant ce tronçon, qui sera électrifié, par le raccordement de Serqueux réactivé. L'arrivée d'un nouveau matériel moderne, le Z 50000 ou Francilien, constitue une étape importante de modernisation de la ligne entre Gisors et Paris.
Le tronçon entre Gisors et Serqueux rouvre le 12 mars 2021 pour le service fret. 
Il rouvre le 29 mars 2021 pour le service voyageurs, et  ferme le 19 juillet 2024.

## Histoire

### Origines
Dès 1831, la création d'une ligne devant relier Paris à la Belgique est déclarée prioritaire. Mais bien que le chemin le plus court entre la capitale et Lille passe par la plaine de France et Creil, cet itinéraire est mis de côté provisoirement en raison d'un profil peu favorable, et nécessitant donc un budget plus élevé.
À la place est choisi un autre tracé, qui, bien que plus long d'une vingtaine de kilomètres, ne présente aucune rampe importante. Celui-ci, construit et exploité par la Compagnie des chemins de fer du Nord passe par la vallée de Montmorency, avant de bifurquer à Pierrelaye vers celle de l'Oise jusqu'à Creil puis de rejoindre l'itinéraire initial. Une loi du 11 juin 1842 déclare d'utilité publique l'établissement d'un chemin de fer de Paris sur la frontière de Belgique et sur l'Angleterre. Une loi du 15 juillet 1845 autorise l'adjudication à une Compagnie du « chemin de fer de Paris à la frontière de Belgique, avec embranchement de Lille sur Calais et Dunkerque ». La concession pour une durée de 30 ans est adjugée le 9 septembre 1845 à Rothschild frères, Hottinger, Lafitte et Blount. Cette adjudication est approuvée par une ordonnance royale le 10 septembre 1845. La ligne de Paris-Nord à Lille par Saint-Denis et Pierrelaye est ouverte le 20 juin 1846 par la Compagnie des chemins de fer du Nord. Cette situation durera jusqu'en 1859 avec la mise en service de la ligne passant par Gonesse, relayant les installations précédentes au rôle de desserte secondaire.
Dans le même temps, au milieu des années 1830 naît le projet du chemin de fer de Paris à la mer, destiné à mettre en communication par voie ferrée les villes de Paris et du Havre. Parmi ces projets, deux principaux en ressortent : un chemin de fer partant de l'embarcadère de l'Ouest, remontant la vallée de la Seine par Mantes-la-Jolie et Rouen et évitant la forêt de Brotonne par Yvetot, ou un tracé plus direct dit « des Plateaux » partant du nord de Paris et desservant Saint-Denis, Pontoise, le Vexin français et se divisant à Gisors en trois branches respectivement vers Rouen, Le Havre et Dieppe, premier port de pêche de la côte, point de départ pour l'Angleterre, et station balnéaire de la Manche « en vogue ». Le second projet connaît une vive vague de contestations, et le chemin de fer de Paris au Havre par la vallée de la Seine est concédé à la Compagnie des chemins de fer de Paris à la mer en 1838 puis et ouvert de 1843 à 1847. La desserte de Dieppe, quant à elle, est assurée par l'embranchement de Malaunay, inauguré le 1er août 1848 par la Compagnie des chemins de fer de Rouen à Dieppe et à Fécamp.
Cependant, après le regroupement de toutes ces entreprises en Compagnie des chemins de fer de l'Ouest, l'idée du tracé direct par Gisors refait surface, dans le but d'offrir un meilleur service aux voyageurs pour l'Angleterre. En croisant la ligne d'Amiens à Rouen prévue pour 1867 au cœur même du pays de Bray, elle permet de doubler entièrement l'axe principal Paris – Rouen en passant par les plateaux, itinéraire commercial privilégié avant l'ouverture de la ligne par la vallée de la Seine. La ligne est concédée à la Compagnie des chemins de fer de l'Ouest par décret du 11 juin 1859 et est initialement prévue en trois étapes : Paris-Saint-Lazare – Pontoise, Pontoise – Gisors, et Gisors – Dieppe.

### Dessertes de Pontoise
À la mise en service de la ligne Paris – Lille, la ville de Pontoise n'est alors desservie qu'à distance par la gare dite de Saint-Ouen-l'Aumône-lès-Pontoise, actuelle gare d'Épluches. Une nouvelle gare, située plus près du centre-ville de la capitale du Vexin français est prévue ; dans le but de pouvoir être reliée à la fois à Paris et aux régions minières du nord, elle sera liée au tronçon existant par deux raccordements, dits « de Saint-Ouen » pour celui qui la relie à Pierrelaye et « d'Épluches » pour celui qui traverse le hameau du même nom et relie les deux gares nouvelle et ancienne. Un pont à deux voies doit aussi être réalisé.

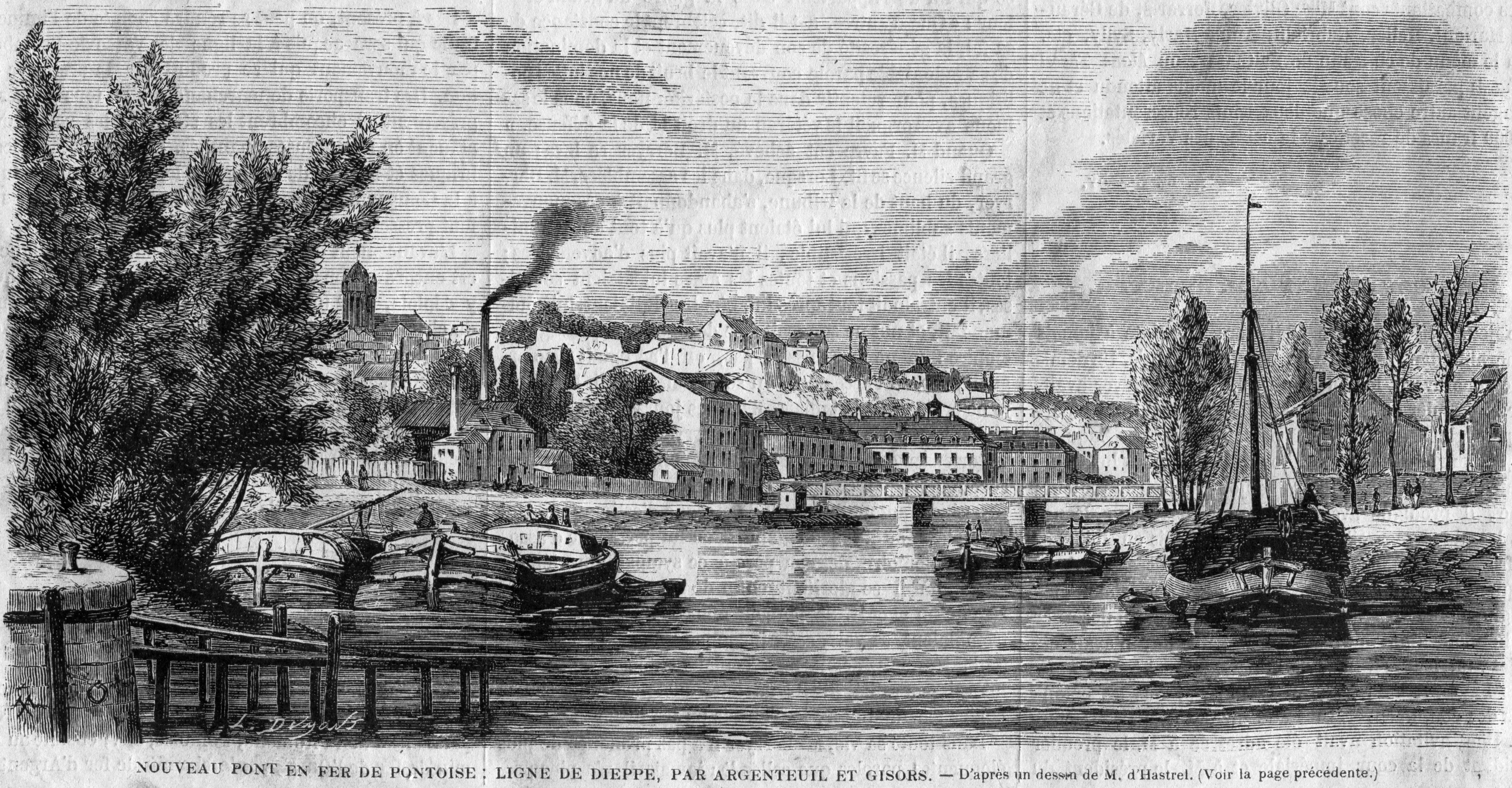
Nouveau pont en fer de Pontoise sur la ligne de Dieppe, par Argenteuil et Gisors, gravure dans L'Illustration, janvier 1862.

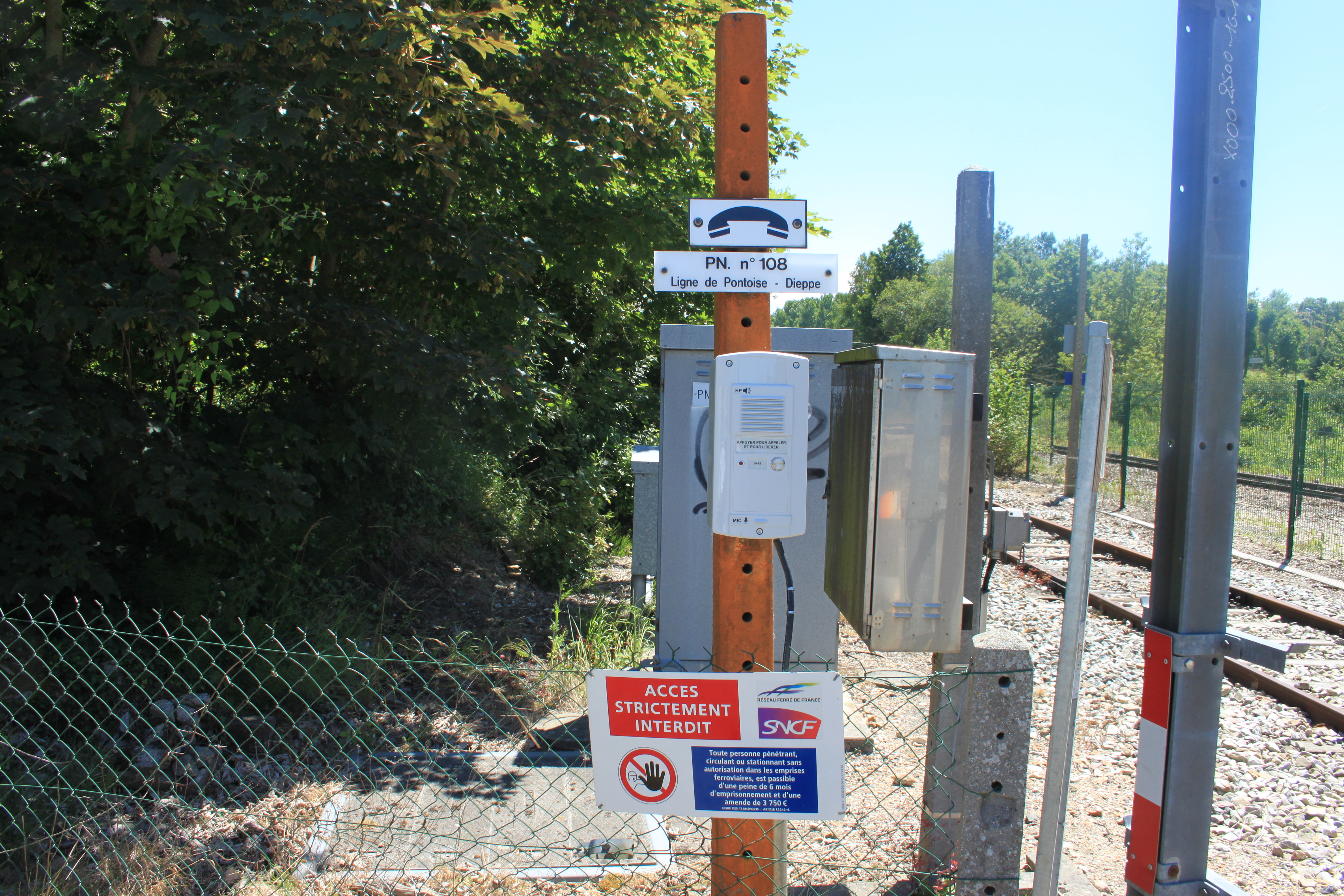
Téléphone du PN 108 à Rouxmesnil-Bouteilles (Seine-Maritime) mentionnant « Ligne de Pontoise – Dieppe ».

La convention signée le 21 juin 1857 entre le ministre des Travaux publics et la Compagnie des chemins de fer du Nord accorde à la Compagnie sept nouvelles lignes, dont un chemin de fer « de Pontoise à la ligne de Paris en Belgique près de Saint-Ouen-l'Aumône ». Cette convention est approuvée par un décret impérial le 26 juin suivant. La compagnie est chargée de la réaliser à ses frais dans un délai de deux ans. Les travaux démarrent toutefois avec retard, les autorités locales demandant des modifications concernant le pont sur l'Oise, et l'adjonction d'une passerelle piétonne. Celui-ci est finalement achevé en 1861. Les raccordements, cependant, ne seront mis en service qu'en 1863, avec les nouvelles gares de Saint-Ouen-l'Aumône (centre) et de Pontoise.
Dans le même temps est réalisée la première étape de la ligne Paris – Dieppe par Pontoise avec la réalisation de deux nouvelles voies pour rejoindre Pontoise depuis Paris-Saint-Lazare. Afin d'alléger les coûts, cette ligne, qui deviendra le groupe IV du réseau Paris-Saint-Lazare, aboutit à Ermont - Eaubonne, en prolongement de la ligne déjà existante de Paris à Argenteuil. Cependant, les voies arrivant à Ermont dans la direction opposée à Pontoise pour permettre le trajet Gare du Nord – Ermont - Eaubonne – Gare Saint-Lazare, et dans le but d'éviter la gare d'Ermont et un rebroussement chronophage, il est construit au même moment le raccordement de Cernay, aujourd'hui déferré et transformé en voirie urbaine.
À la mise en service simultanée des nouvelles voies, le 1er août 1863, les trains pour Pontoise arrivent de Paris-Nord et de Paris-Saint-Lazare, se rejoignent à Cernay en empruntant soit la ligne de Paris-Nord à Lille jusqu'à Saint-Denis, puis son ancien tracé de Saint-Denis vers Pierrelaye et Persan, soit la nouvelle ligne de Paris-Saint-Lazare à Ermont - Eaubonne et le raccordement de Cernay, et finissent leur trajet en empruntant la ligne construite en 1846, et les nouvelles inaugurées en 1863. Quelques liaisons circulaires Paris-Nord – Paris-Saint-Lazare via Ermont sont aussi mises en place, bien que la plupart ne fassent pas le trajet complet.

### Arrivée à Gisors
Le tronçon Pontoise – Gisors, à voie unique, est approuvé en 1862. À la demande de l'administration, des terrassements sont immédiatement mis en chantier sur cinq kilomètres aux abords de Gisors, afin de fournir du travail aux ouvriers mis au chômage par la crise cotonnière. En 1864, les travaux sont adjugés et progressivement mis en œuvre au fur et à mesure de l'acquisition des terrains. Elle nécessite l'intervention de trois jurys d'expropriation, dont deux, en 1865, concernant 170 affaires, octroient 380 261,36 francs d'indemnités. Les propriétaires réclamaient un total de 1 018 981,61 francs alors que la compagnie n'offrait que 201 173,40 francs.
La réalisation des travaux rencontre des difficultés : le fond tourbeux de la vallée de la Viosne rend difficile la stabilisation des remblais ainsi que les fondations des ouvrages d'art, tandis que les coteaux argileux dominant la Troesne, où une tranchée ouverte est prévue, posent également problème : sur cinq cents mètres, le tracé est finalement dévié devant l'inefficacité des travaux de dessèchement et de consolidation. L'arrivée sur le plateau de la Folie, à l'est de Gisors, nécessite la réalisation de plusieurs ponts, dont les fondations reposent sur pilotis. Trois cents troncs d'arbres de treize mètres de long sont enfoncés à l'aide d'un pilon à vapeur installé au bord de la Troesne. Ces travaux difficiles sont onéreux : jusqu'en décembre 1868, la Compagnie dépense 21,2 millions de francs, dont 6,74 millions pour l'année 1868 durant laquelle démarre la construction du tronçon suivant de Gisors à Gournay.
La ligne atteint Gisors le 4 octobre 1868. Les omnibus mettent 2 h 30 pour relier Paris. Une halte est par ailleurs prévue à Trie-Château, pour le service des voyageurs uniquement.

### Achèvement de la ligne

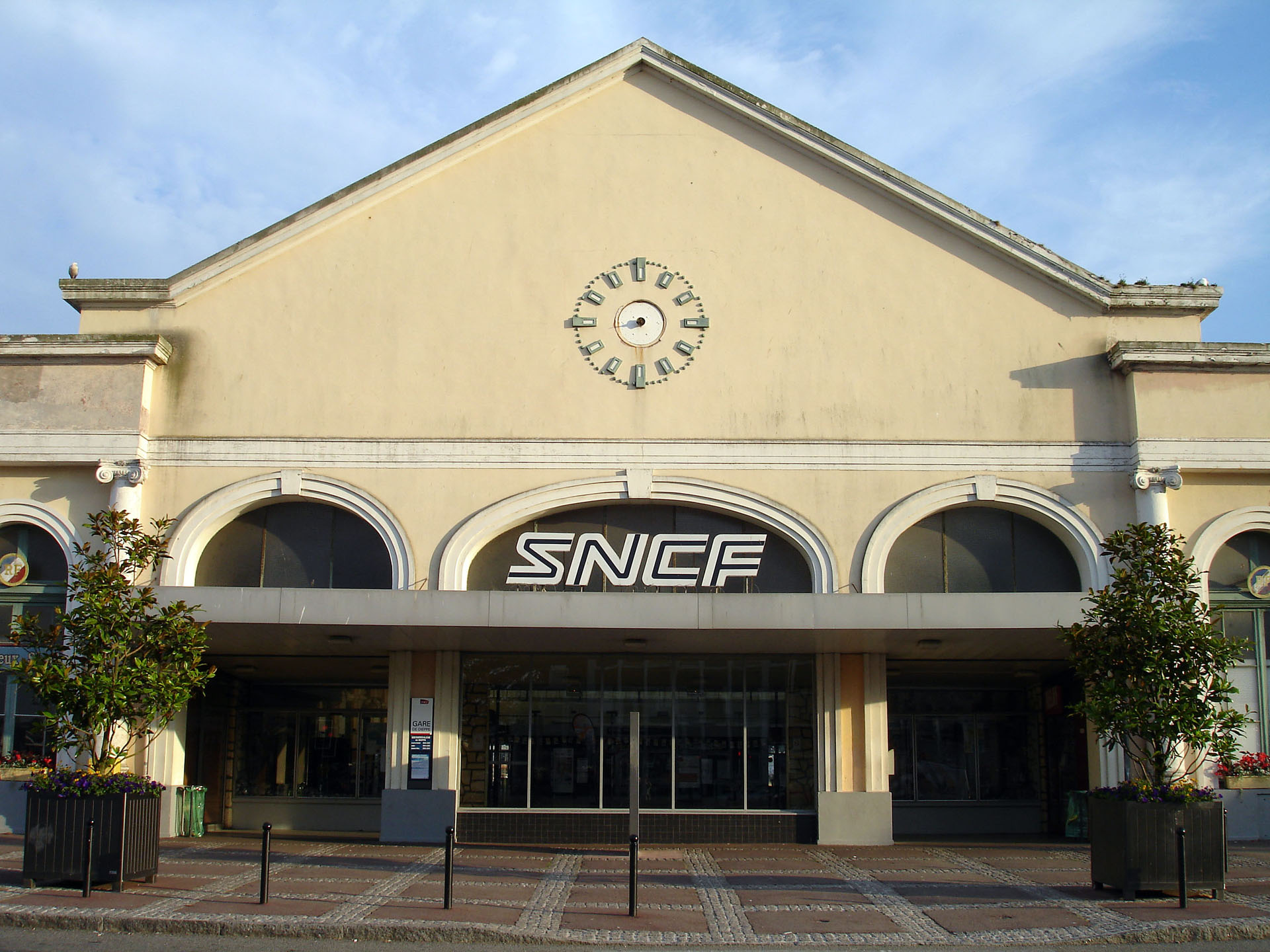
Vue de face du bâtiment des voyageurs de la gare de Dieppe.

Le tracé du tronçon Gisors – Gournay est approuvé par l'administration le 5 novembre 1866. La ligne se poursuit au nord en remontant la vallée de l'Epte ; elle dessert les localités d'Éragny-sur-Epte et de Sérifontaine au service des usines et fours à chaux, avant d'atteindre Gournay - Ferrières. Les travaux portent essentiellement sur d'importants terrassements. Le tronçon est ouvert le 18 juillet 1870 : il permet de relier Paris à Gournay en 3 h 15 en moyenne. Les haltes ne sont ouvertes qu'au seul trafic de voyageurs.
Le développement de la laiterie Gervais est liée à la ligne. Charles Gervais misait sur la fraicheur de ses produits laitiers qui arrivaient à Paris quelques heures après avoir été fabriqués à Ferrières-en-Bray, tout près de la gare de Gournay - Ferrières. L'usine est aujourd'hui l'un des fleurons du groupe Danone.
La guerre de 1870 compromet toutefois très vite cette exploitation : le trafic banlieue est interrompu à la suite des dégâts occasionnés aux ponts d'Asnières et d'Argenteuil près de Paris ; puis c'est au tour du trafic grandes lignes d'être suspendu, dans un rayon de 80 kilomètres autour de la capitale. Les travaux du tronçon suivant, de Gournay - Ferrières à Neufchâtel-en-Bray, activement menés jusque-là, sont à leur tour interrompus du fait des hostilités. Ils reprennent en 1871, et ce nouveau tronçon est ouvert le 20 août 1872. Outre la desserte de ce bourg du pays de Bray, le tronçon permet, à Serqueux, la jonction avec la ligne transversale d'Amiens à Rouen, peu après Forges-les-Eaux. La ligne atteint enfin Dieppe le 23 décembre 1873. Les 168 kilomètres du parcours total sont accomplis en 5 h 30 en moyenne.

### Nouveau barreau pour Pontoise
- Ligne de Paris-Saint-Lazare au Havre
- Nouvelle ligne de Paris-Nord à Lille
- Ligne de Saint-Denis à Dieppe
- Ligne de Paris-Saint-Lazare à Ermont - Eaubonne
- Ligne d'Achères à Pontoise
- Ligne de Paris-Saint-Lazare à Mantes-Station par Conflans-Sainte-Honorine
- Ligne de Conflans-Sainte-Honorine à Éragny - Neuville

Les différentes lignes permettant de rejoindre Pontoise depuis Paris, classés par date de mise en service :
Ligne de Paris-Saint-Lazare au Havre
Nouvelle ligne de Paris-Nord à Lille
Ligne de Saint-Denis à Dieppe
Ligne de Paris-Saint-Lazare à Ermont - Eaubonne
Ligne d'Achères à Pontoise
Ligne de Paris-Saint-Lazare à Mantes-Station par Conflans-Sainte-Honorine
Ligne de Conflans-Sainte-Honorine à Éragny - Neuville
.

Après la mise en service de la ligne dans son intégralité, un problème notable reste quant à l'exploitation des trains : bien que tout le tronçon entre Pontoise et Dieppe soit exploité par la Compagnie de l'Ouest, les trains empruntent toujours le court tronçon d'une quinzaine de kilomètres propriété de la Compagnie du Nord entre Cernay et Pontoise. Il est donc décidé, après l'aboutissement de la ligne à Dieppe au milieu des années 1870, de créer un nouveau barreau permettant de relier Paris-Saint-Lazare à Pontoise sans quitter le réseau de l'Ouest. Celle-ci se détacherait de la ligne de Paris-Saint-Lazare au Havre à la bifurcation de Dieppe, peu après la gare de Maisons-Laffitte, remonterait vers le nord-nord-est à Conflans avant de desservir Saint-Ouen-l'Aumône et de rejoindre la ligne existante juste avant le pont sur l'Oise, toujours à deux voies.
La ligne est mise en travaux, avant d'être ouverte au public le 15 octobre 1877. À partir de ce moment, les deux compagnies deviennent indépendantes ; celle du Nord exploite des trains au départ de Paris-Nord vers Creil via Pontoise tandis que celle de l'Ouest en met d'autres en marche ayant pour origine Paris-Saint-Lazare et qui empruntent la ligne de Paris-Saint-Lazare au Havre, celle d'Achères à Pontoise et enfin le tronçon Pontoise – Dieppe. À cette époque, celui-ci n'est donc pas considéré comme étant la même ligne que le tronçon Saint-Denis – Pontoise : alors que la Compagnie des chemins de fer du Nord exploite une « ligne de Saint-Denis à Creil par Pontoise », celle de l'Ouest dispose de la « ligne de Paris-Saint-Lazare à Ermont - Eaubonne » et de la « ligne de Maisons-Laffitte à Dieppe ».
En 1892, la ligne de Paris-Saint-Lazare à Mantes-Station par Conflans-Sainte-Honorine est mise en service dans son intégralité. Doublant, par la rive droite de la Seine, la ligne de Paris-Saint-Lazare au Havre établie rive gauche, elle croise le barreau Achères – Pontoise en gare de Conflans-Fin-d'Oise. Le raccordement de Fin-d'Oise, est mis en service peu après, pour assurer la jonction. Le passage par la rive droite offrant un gain de temps de plusieurs minutes grâce à un raccourci de quelques kilomètres et surtout des vitesses limites plus élevées rendues possibles par un profil plus favorable, et dans le but d'équilibrer les trafics entre les deux lignes par Conflans et par Achères, les trains à destination de Pontoise, Gisors et Dieppe sont intégrés au groupe VI du réseau de Paris-Saint-Lazare.

### Apogée
Après la mise en service complète de la ligne, la vitesse des trains ne cesse d’être accélérée. Alors qu'il fallait en 1873 cinq heures et demie pour aller de Paris à Dieppe, il n'en faut plus que trois lorsque la ligne passe sous le contrôle de l'administration des chemins de fer de l'État en 1908, puis une heure et quarante-sept minutes en 1938, à la fusion des compagnies de chemin de fer sous la forme de la SNCF, en utilisant des autorails directs. Ainsi, pendant des décennies, la ligne voit passer de grands express en correspondance à Dieppe avec le bateau vers la Grande-Bretagne ; son succès lui vaut une mise à double voie en 1912-1913 sur toute sa longueur. Elle est aussi utilisée, pendant la Seconde Guerre mondiale et après, comme itinéraire de substitution pour Rouen et Le Havre depuis Paris. En effet, que ce soit par le Génie français en juin 1940 (à Conflans puis sur l'Oise), par des bombardements alliés (surtout en 1944), ou par les troupes nazies de nombreux ouvrages de la ligne de Paris-Saint-Lazare au Havre ayant été détruits, tels que les ponts d'Asnières, d'Argenteuil et de Conflans ou le viaduc de Malaunay,. Les trains partent alors de la gare du Nord, et empruntent la ligne sur toute sa longueur jusqu'à Dieppe, ou bifurquent à Serqueux vers la ligne d'Amiens à Rouen, puis la ligne de Montérolier - Buchy à Motteville avant de rejoindre l'itinéraire normal jusqu'au Havre. Cette situation dure encore quelques années après la Libération, le temps de reconstruire les ouvrages. La ligne reverra cette fonction lui être attribuée plusieurs fois au cours de l'Histoire, notamment entre 1955 et 1956 après l'effondrement du tunnel de Sainte-Catherine à Rouen, ou encore lors de l'électrification de la ligne de Paris-Saint-Lazare au Havre.
Même si aucun train de voyageurs n'a jamais circulé après Pontoise depuis la gare du Nord — mis à part pendant ces situations exceptionnelles — c'est sous l'appellation de « ligne no 330000 de Saint-Denis à Dieppe » que la SNCF fait entrer ce chemin de fer dans sa nomenclature officielle du réseau ferré national lors de la création de ce document au cours des années 1950.
Sur le réseau Nord, l'électrification arrive sur la ligne de Paris-Nord à Lille via Gonesse le 9 décembre 1958 puis sur les lignes de Paris à Bruxelles via Compiègne et de Paris à Crépy-en-Valois en 1963. La modernisation de l'itinéraire Paris-Nord – Pontoise est alors lancée avec pour but d'améliorer les performances de cette ligne dont la fréquentation est en hausse constante avec l'urbanisation croissante de la banlieue Nord et de faire disparaître les locomotives à vapeur 141 TC tractant les robustes mais spartiates voitures de type Nord au début des années 1970. En avril - mai 1969, la traction électrique est en service sur Paris – Pontoise et Pontoise – Creil accompagnée de la signalisation par block automatique lumineux. À cette occasion, la troisième voie centrale dite de « relation » de la section Enghien - Ermont est banalisée, c'est-à-dire qu'elle devient utilisable dans les deux sens afin de fluidifier le trafic en créant des missions directes. Cette voie avait été conçue afin d'assurer une desserte spécifique de l'hippodrome d'Enghien, desserte dorénavant assurée par les trains réguliers de banlieue vu la forte diminution de ce trafic.
Le tronçon de Pontoise à Gisors voit la première application en France de la signalisation ferroviaire de type block automatique à permissivité restreinte (BAPR) en 1968, avant d'être électrifié en 1982, eu égard à l'augmentation du trafic de grande couronne parisienne. Des autorails express relient alors Paris à Dieppe à raison de deux allers-retours, service étoffé et assuré par trains classiques en été. En outre, un train Un jour à la mer, à tarif préférentiel, est programmé de Paris et Pontoise vers Dieppe les dimanches et fêtes en saison.
Après le passage de la ligne sous la responsabilité de RFF, en 1997, d'importants travaux sont entrepris sur le tronçon Saint-Denis – Pontoise en vue de la création du label Transilien deux ans plus tard et du prolongement de la ligne C du RER d'Île-de-France vers Pontoise. Ainsi, de 1998 à 2002, des travaux ont été réalisés sur ce tronçon dans le but d'améliorer la régularité des trains : en 1998, la construction de trois nouveaux ponts parallèles totalisant six voies sur l'Oise entre Saint-Ouen-l'Aumône et Pontoise en remplacement de l'ancien devenu obsolète et saturé, démonté en 1999, le remplacement d’un pont-rail inadapté au matériel roulant du RER C, puis la suppression en 2001 de l’indication « jaune clignotant » et l'abaissement des vitesses limites en 2002, passant de 120 à 90 km/h entre la bifurcation de Villetaneuse et la gare de Montigny - Beauchamp et de 100 à 60 km/h dans l'emprise de la gare d'Ermont - Eaubonne. Ces travaux ont permis d'augmenter fortement le débit maximal autorisé et la sécurité des trains. D’autre part, la modernisation des gares de Pontoise, de Pierrelaye et de Montigny - Beauchamp, et la construction de la gare de Saint-Ouen-l'Aumône-Liesse ont permis l’amélioration de l’accessibilité à la ligne pour les voyageurs. L’ensemble de ces travaux a coûté environ 460 millions de francs.

### Déclin

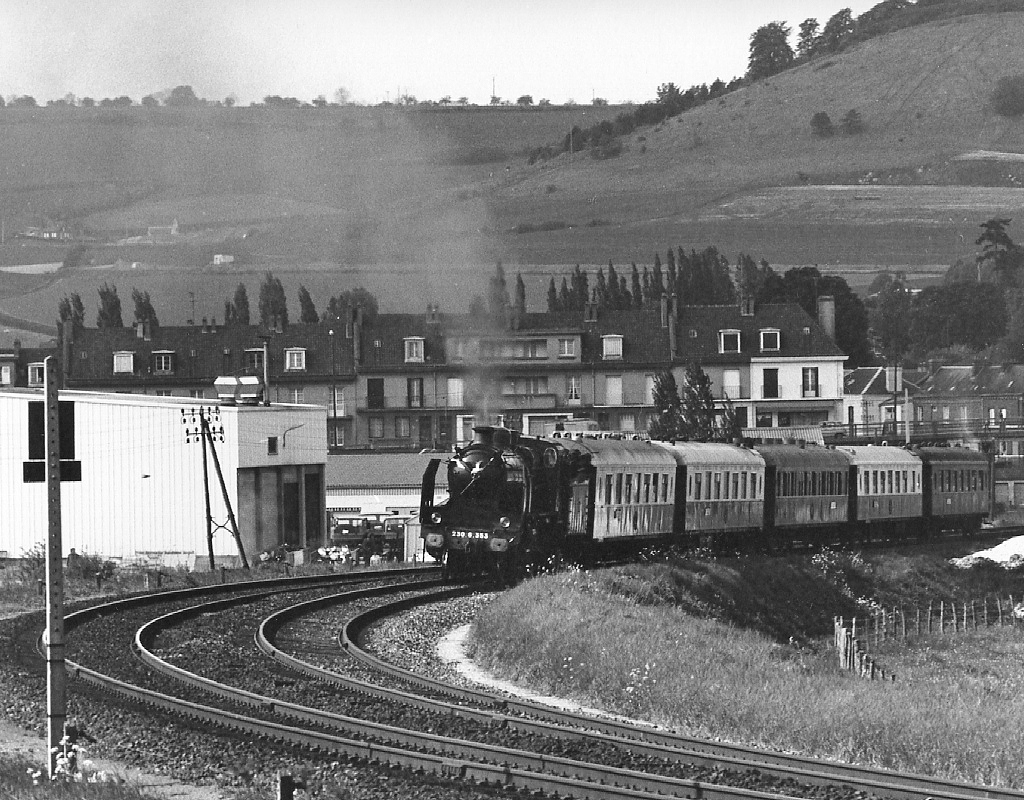
Passage d'un train spécial de l'agence de voyages suisse Intraflug à Neufchâtel-en-Bray en 1978.

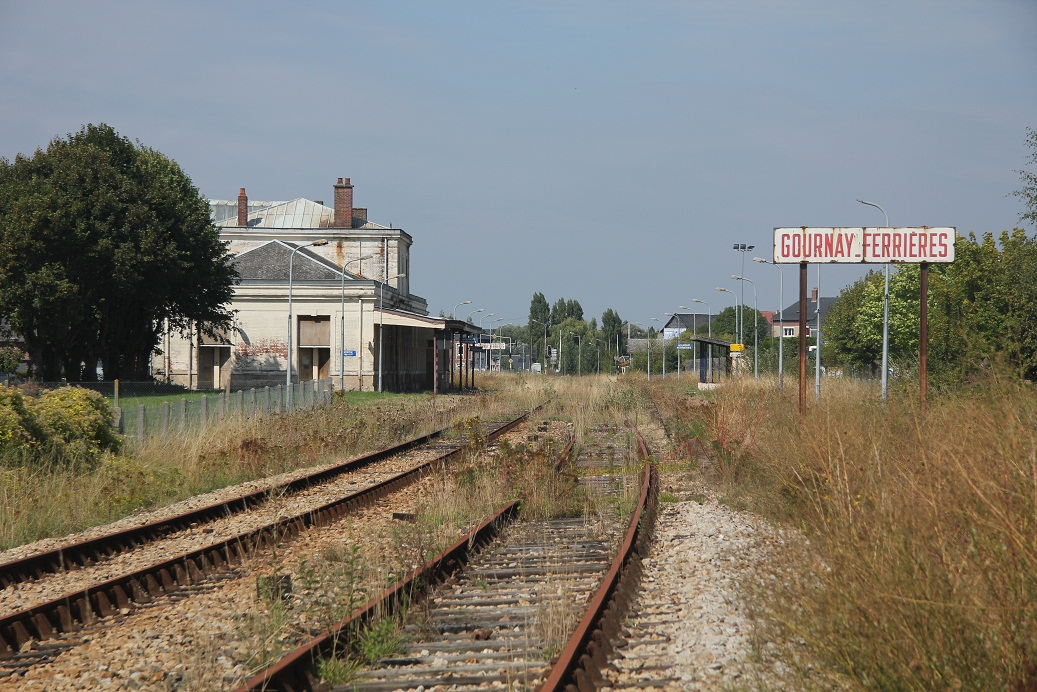
La gare de Gournay - Ferrières envahie par la végétation en 2010.

Après 1967 et l'électrification de la ligne de Paris-Saint-Lazare au Havre, le trafic est progressivement détourné par Rouen, laissant la ligne peu utilisée entre Serqueux et Dieppe. Les voies, faute d'entretien, se dégradent alors de manière très rapide : en 1988, le trafic express subsistant est brutalement suspendu sur décision unilatérale de la SNCF pour non-rentabilité entre Serqueux et Dieppe. La charge de l'entretien de l'infrastructure reposant alors sur la seule région Haute-Normandie, autorité organisatrice du transport régional, cette dernière décide de transférer sur route la faible desserte omnibus encore présente, au grand dam de l'ancien terminus qui perd alors sa ligne la plus courte vers Paris. Malgré l'opposition de la ville de Dieppe et de plusieurs associations, la ligne est déferrée de Serqueux à Arques-la-Bataille depuis le milieu des années 1990, bien que le décret de retranchement de cette section du réseau ferré national ait été annulé par la décision no 241137 du 4 août 2006 du Conseil d'État, à défaut d'étude d'impact préalable. La plateforme a depuis été transformée en piste cyclable l'« Avenue verte ». Sa réouverture est régulièrement demandée, à la fois par Dieppe et le pays de Bray, très mal relié avec la capitale.
Cependant, et ce pour les mêmes raisons, la ligne continue de se détériorer entre Gisors et Serqueux. De 120 km/h dans les années 1970, la vitesse maximale tombe à 70 km/h en 2007 puis 40 km/h en 2009. Dès lors, le service par autocar déjà existant en complément des trains devient moins cher mais tout aussi rapide que les trains : la ligne ferme à tout trafic le 19 janvier de la même année. Les élus locaux ont d'ores et déjà réagi accusant Réseau ferré de France (RFF) d'avoir laissé la ligne se dégrader en n'effectuant aucun investissement et d'avoir délibérément rendu la ligne non rentable.

### Réouverture de Gisors – Serqueux
L'arrivée sur le réseau d'Île-de-France de la « nouvelle automotrice Transilien » (Z 50000, dite Le Francilien) a commencé par la ligne H du Transilien fin 2009, et sur l'axe Paris-Nord - Pontoise en novembre 2011, sur lequel le déploiement s'est achevé en janvier 2013. Longs de 112,50 m, ces trains sont aussi plus performants et plus accessibles notamment aux personnes à mobilité réduite et aux poussettes. Il en a résulté une réforme des anciennes automotrices inox Z 6100 qui ont circulé sur la ligne pendant plus de quarante ans. Il est aussi prévu de rendre accessibles les gares les plus fréquentées de la ligne, selon le schéma directeur régional d'accessibilité.[réf. nécessaire]

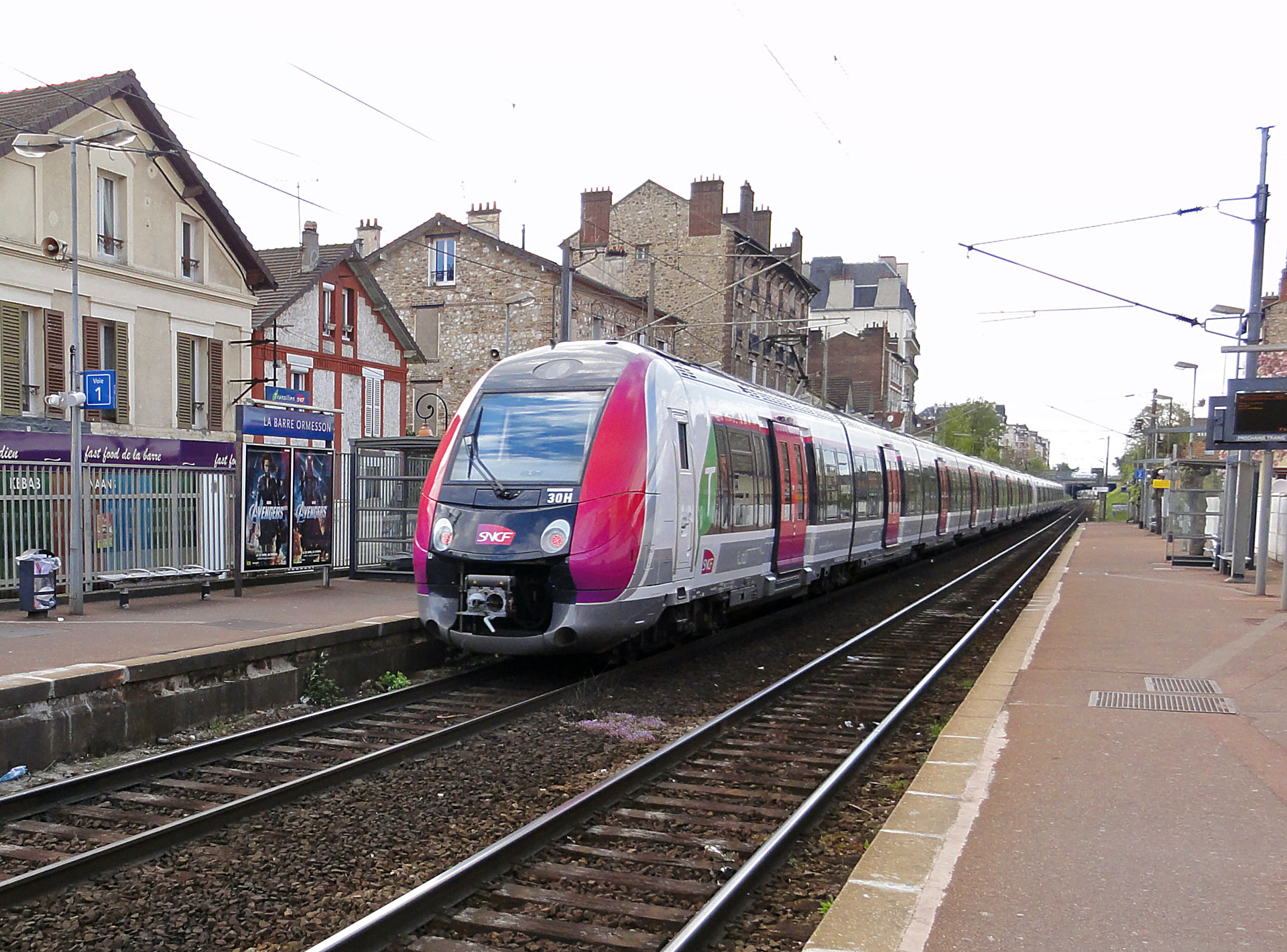
Une rame Francilien quitte la gare de La Barre - Ormesson.

En février 2009, le gouvernement inscrit dans le plan de relance de l'économie un financement de trois millions d'euros pour des travaux de modernisation du tronçon ferroviaire de Gisors à Serqueux, pour un projet évalué à soixante millions d'euros. Outre l'amélioration du service voyageurs, la réalisation des travaux représente surtout un enjeu fort pour la desserte ferroviaire du port du Havre, en offrant un tracé alternatif vers Paris qui ne passerait ni par Rouen, ni par Mantes-la-Jolie, évitant ces carrefours ferroviaires notoirement saturés en empruntant le barreau de Montérolier - Buchy à Motteville, remis en service en mars 2008. L'arrivée en région parisienne se ferait alors par Pontoise, Conflans et Argenteuil et permettrait l'accès, par la ligne de Grande Ceinture, aux plates-formes logistiques du Bourget (au Nord) et de Villeneuve - Valenton (au Sud). Début 2011, Inexia remporte le marché de modernisation de la ligne. La régénération de la voie doit permettre de relever la vitesse à 120 km/h. Le démarrage des travaux, dorénavant estimés à 105 millions d'euros, est d’abord prévu fin 2011, puis engagé à l'été 2012 avec une réouverture de la ligne au trafic ferroviaire annoncée pour l'été 2013. L'opération consiste pour l'essentiel en un renouvellement voies ballast (RVB) à l'aide de trains de travaux, permettant de remplacer les anciens rails à joints et traverses en bois par de longs rails soudés posés sur des traverses en béton et un ballast neuf. L'opération se déroulera progressivement, à raison de 700 mètres par jour environ. Au total, 200 km de rails sont posés sur 170 000 traverses et 200 000 tonnes de ballast. La suppression ou la modernisation de plusieurs passages à niveau est également réalisée, afin d'augmenter la sécurité,.
La réouverture commerciale du tronçon a lieu le 16 décembre 2013, avec l'engagement, du lundi au vendredi, de quatre circulations aller-retour TER Haute-Normandie entre Gisors et Serqueux assurées en 38 minutes par des X 73500, calés sur les horaires des trains de la ligne J du Transilien reliant Paris-Saint-Lazare à Gisors,,. Ces mêmes jours, en plus des quatre circulations ferroviaires, des bus complètent la gamme des relations ; les samedis, dimanches et fêtes, le trajet est assuré uniquement par des bus,.
Le projet prévoit la possibilité de circulations fret, en particulier la nuit. À partir de Pontoise, ces trains peuvent circuler via Conflans-Sainte-Honorine et rejoindre la ligne de grande ceinture à Val d'Argenteuil, leur évitant un long détour par Amiens et Creil. Toutefois, faute de raccordement direct à Serqueux, ces trains doivent rebrousser dans cette dernière gare, et circuler sous traction autonome, ce tronçon n'étant pas électrifié contrairement à ceux qui l'encadrent.
Afin de créer cet itinéraire fret alternatif, entièrement électrifié, entre Le Havre et Paris, une seconde étape de modernisation, d'un coût estimé à 250 millions d'euros, est réalisée de 2017 à 2021. Elle comprend l'électrification de la ligne en 25 kV-50 Hz, accompagnée de plusieurs autres aménagements : la modernisation de la signalisation avec la pose d'un block automatique à permissivité restreinte (BAPR) doté de quatre cantons de douze kilomètres en moyenne, la mise en place en parallèle du système interopérable ETCS-1, l'équipement en radio sol-train GSM-R, la création de murs anti-bruit, et la remise en service du raccordement de Serqueux-sud, déposé entre la bifurcation des Potiers et celle des Bruyères sur la ligne d'Amiens à Rouen. Trois variantes sont proposées pour ce dernier, afin d'éliminer le passage à niveau no 60. Les trains de fret reliant le port du Havre à Valenton éviteront ainsi un retournement en gare de Serqueux,. L'enquête publique préalable à la déclaration d'utilité publique du projet a lieu du 8 mars au 26 avril 2016, et suscite l'opposition d'élus locaux du secteur d'Osny. Le service ferroviaire est donc de nouveau interrompu entre Gisors et Serqueux  du 11 décembre 2017, pour permettre ces travaux au 12 mars 2021, date de reprise du service fret. Elle rouvre au service voyageurs le 29 mars 2021,. Ce chantier d'un coût de 246 millions d'euros, dont : 90 millions apportés par la Région, autant  par l’État et 66 millions apportés par l’Europe, a permis la réfection de 53 km de ligne, la création, de 1,3 km de voie, la suppression de 9 passages à niveaux, la construction de 2 ponts-route et d'une passerelle, la pose de 2 000 poteaux caténaires, a représenté plus de 100 000 heures de travail.
En juillet 2024, le trafic de voyageurs assurés par TER Normandie sur le tronçon Gisors-Serqueux modernisé est à nouveau interrompu en raison de la trop faible fréquentation et remplacé par un service par autocars. Le coût d’exploitation des quatre aller-retours quotidiens en semaine était estimé à 1,7 M€ par an. Le déficit d’attractivité de la ligne pour les voyageurs est expliqué par la fermeture de la gare de Forges-les-Eaux, l’intérêt limité des correspondances à Gisors en direction de Paris et l’absence d’exploitation le weekend. En revanche, les circulations fret se poursuivent.

### Projet avorté de réouverture de la section de Serqueux à Dieppe
La réouverture de la section de Serqueux à Dieppe par Neufchâtel-en-Bray est au point mort, bien que la fermeture de la ligne ait été jugée illégale, en l'absence d’étude d'impact, par le tribunal administratif de Rouen dans un jugement du 30 décembre 2002. La plateforme a laissé la place à une voie verte, inaugurée le 1er juillet 2003 : l'Avenue verte, qui relie alors sur 40 km les communes de Saint-Aubin-le-Cauf, à 5 km de Dieppe, et de Beaubec-la-Rosière, à 4 km de Forges-les-Eaux, prolongée en 2006 jusqu'à Forges-les-Eaux via la gare de Serqueux.
Par jugement du 27 juin 2012, la Cour administrative d’appel de Douai a enjoint à RFF de résilier la vente de l’emprise de la ligne sur laquelle a été aménagée l’avenue verte. RFF tardant à appliquer cette décision, la Fédération nationale des associations d'usagers des transports a engagé une procédure pour obtenir son exécution forcée, mais la Cour administrative d'appel de Douai a rejeté sa demande dans un arrêt du 10 juillet 2014, au motif que faute d'accord amiable entre le département de la Seine Maritime et Réseau Ferré de France, le Tribunal de grande instance de Dieppe a été saisi et se prononcera sur l'annulation judiciaire du contrat de vente de la ligne conclu entre les deux parties en 2005.
Par un arrêt du 18 octobre 2018, la Cour administrative d'appel de Douai a rejeté le recours de la FNAUT contre la décision de Réseau ferré de France consacrant la fermeture à tout trafic de la section de Serqueux à Arques-la-Bataille.

## Caractéristiques

### Tracé
La ligne se débranche de la ligne de Paris-Nord à Lille après la gare de Saint-Denis et un viaduc sur le canal Saint-Denis. Dès la gare suivante, Épinay - Villetaneuse, en correspondance avec la Grande Ceinture et la ligne T11, elle se sépare de la ligne d'Épinay - Villetaneuse au Tréport - Mers permettant de rallier le nœud ferroviaire de Persan - Beaumont et l'extrême nord de la Normandie. Les voies remontent alors dans la vallée de Montmorency vers le complexe d'Ermont - Eaubonne, par les gares de La Barre - Ormesson, d'Enghien-les-Bains qui donne correspondance au Refoulons et la gare du Champ de courses d'Enghien. Là, elles rencontrent celles de la ligne des Grésillons alias VMI avant de se séparer de celles du groupe IV du réseau Saint-Lazare et de la ligne d'Ermont - Eaubonne à Valmondois.

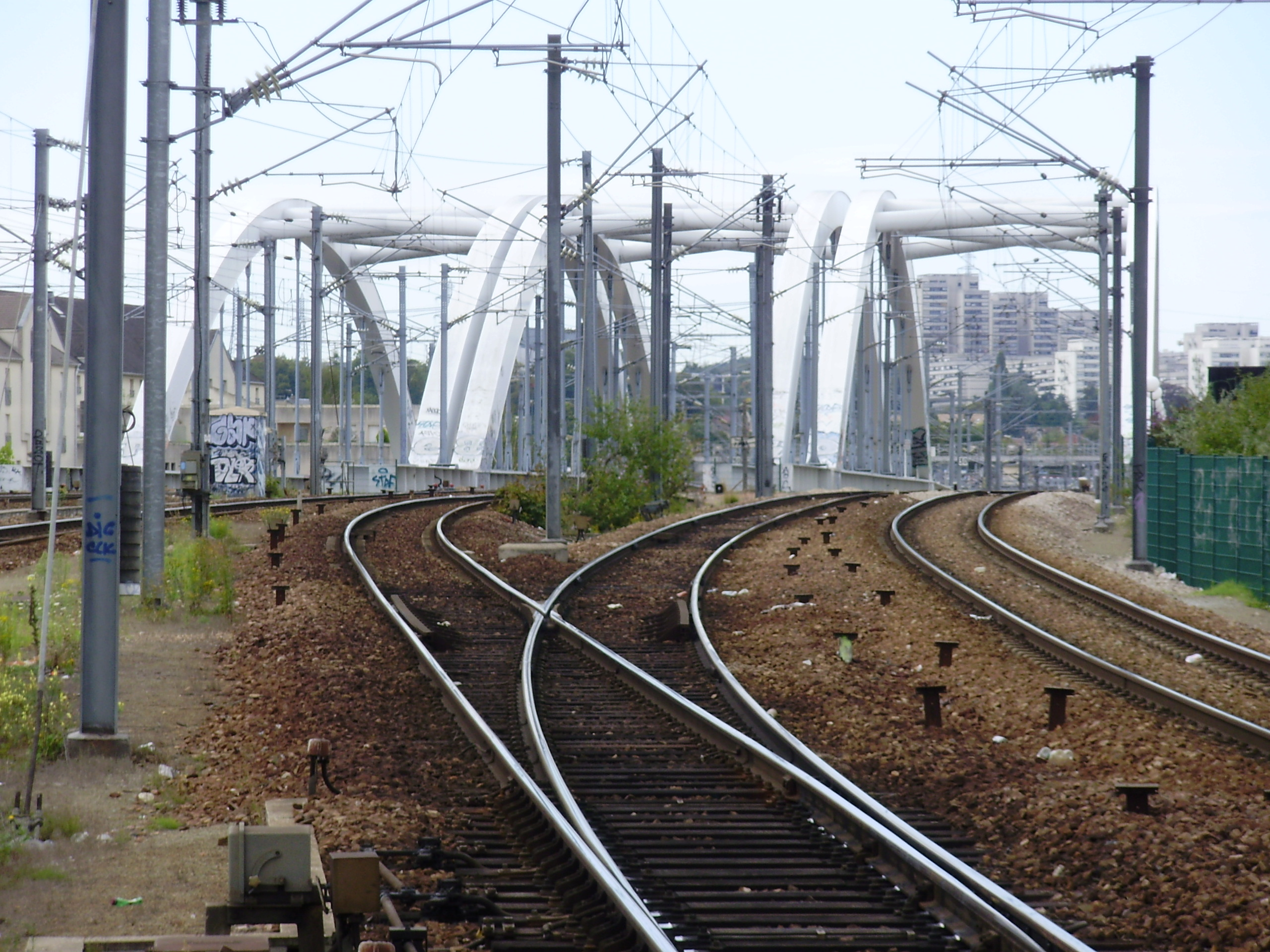
Pont de Pontoise sur l'Oise vu depuis la gare de Saint-Ouen-l'Aumône.

L'infrastructure poursuit alors en direction de Saint-Ouen-l'Aumône, desservant Cernay, Franconville - Le Plessis-Bouchard, Montigny - Beauchamp et Pierrelaye. Là se trouve le nœud de Saint-Ouen-l'Aumône où convergent la ligne d'Achères à Pontoise, et l’ancienne ligne de Paris à Lille. Trois raccordements dits d’Épluches, de Pierrelaye à Pontoise et d'Épluches à Éragny sont nécessaires pour interconnecter les voies, anciennement complétés par le raccordement de Liesse (aujourd'hui déferré et enfouis sous une école et une voirie urbaine). Aussitôt après la gare de Saint-Ouen-l'Aumône centre, les deux lignes de Saint-Denis à Dieppe et d'Achères à Pontoise franchissent un pont commun à six voies sur l'Oise puis desservent la gare de Pontoise, limite entre les « régions » Transilien Nord et Saint-Lazare.
La section suivante, entre Pontoise et Gisors disposant d'un profil peu favorable, est marquée par deux tunnels respectivement à Boissy-l'Aillerie et Chars ainsi qu'une dizaine de ponts tant sur la Viosne que sur la Troesne. Elle dessert les gares d'Osny, de Boissy-l'Aillerie, de Montgeroult - Courcelles, d’Us, de Santeuil - Le Perchay, de Chars (donnant naissance à la ligne de Chars à Magny-en-Vexin), de Lavilletertre, de Liancourt-Saint-Pierre, de Chaumont-en-Vexin et de Trie-Château. Gisors jouait un rôle de nœud ferroviaire avant le déclassement de la plupart des lignes secondaires puisqu'il s'agissait du point de rencontre de la ligne de Dieppe avec les lignes déferrées de Beauvais à Gisors, puis de Rouen à Gisors et d'Évreux à Gisors passant par la gare de Gisors-Boisgeloup et la coopérative agricole.

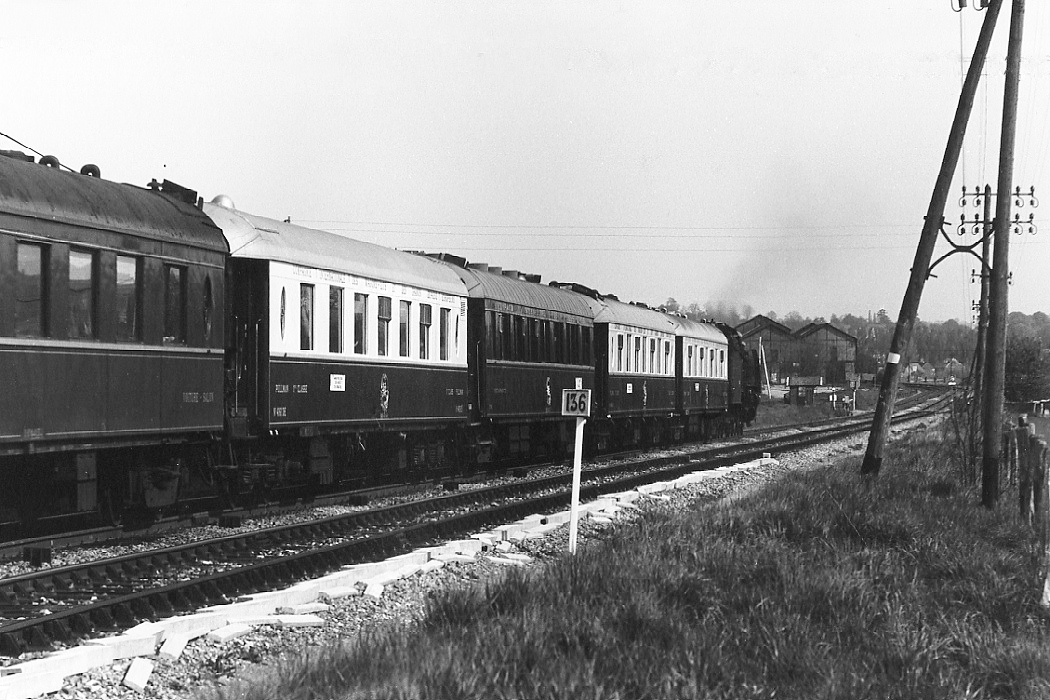
Train spécial de l'agence suisse Intraflug au PK 136 entre Mesnières-en-Bray et Neufchatel-en-Bray en 1978. La voie no 1 est encore armée en rail double champignon.

De Gisors à Serqueux, depuis 2009, la ligne, bien que toujours officiellement ouverte, n’est plus exploitée par la SNCF en raison d’un manque de rentabilité dû aux vitesses trop faibles possibles sur la ligne. Ainsi, la plupart des gares de la section (Éragny - Bazincourt, Sérifontaine, Amécourt - Talmontier, Neufmarché, Gancourt-Saint-Étienne, Haussez et Saumont-la-Poterie) ont été démolies ou ne sont plus utilisées ; seules les stations de Gournay - Ferrières à l’origine de la ligne de Goincourt à Gournay - Ferrières aujourd’hui déclassée, de Forges-les-Eaux et de Serqueux restent aujourd’hui utilisables, en l’attente d’une éventuelle réouverture. Cette section, bien que légèrement mieux profilée que la précédente, reste tout de même marquée par quatre ponts sur la Troesne et l’Epte. Elle permettait d’atteindre le pays de Bray à partir de Paris.

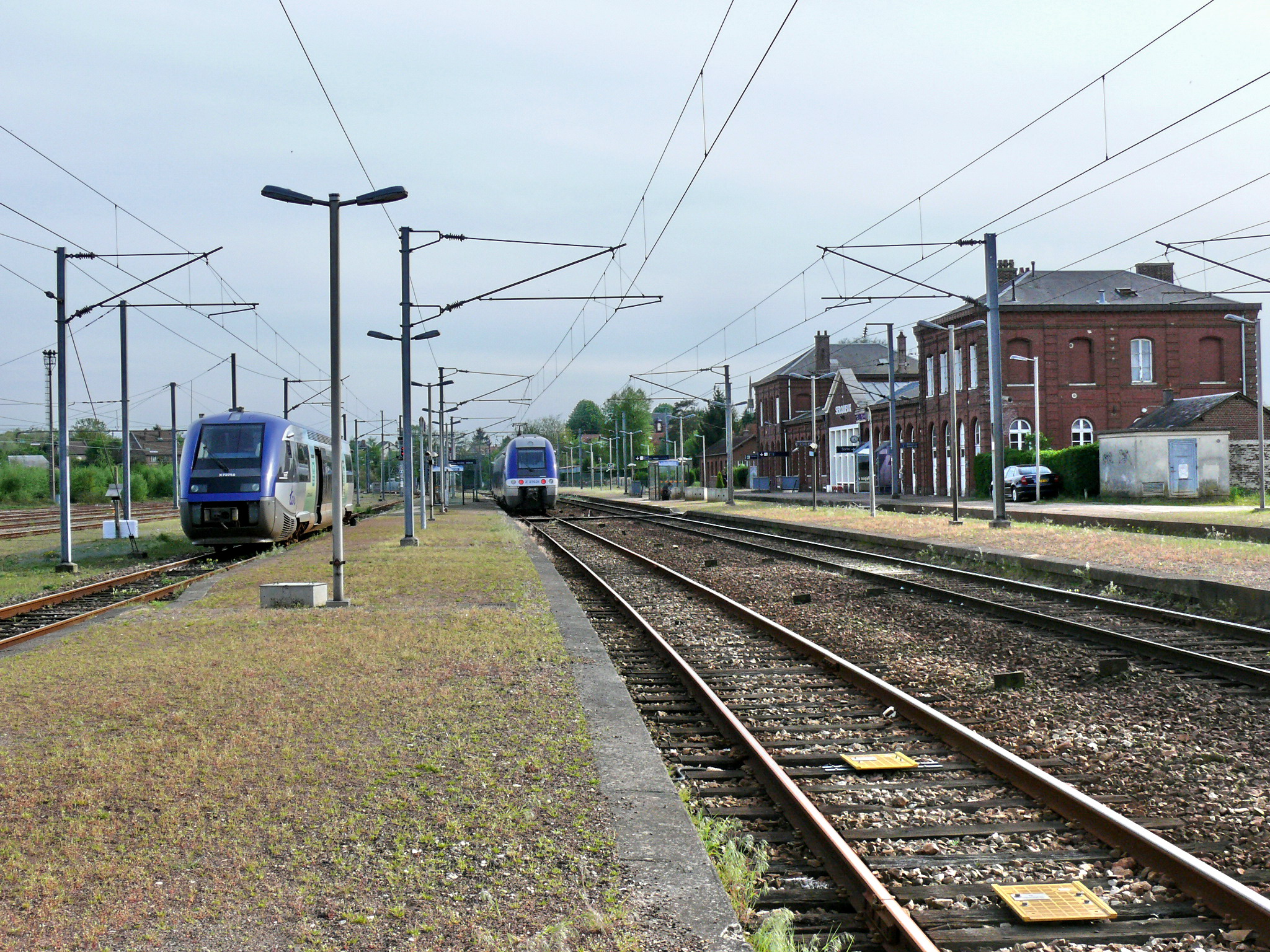
Gare de Serqueux en 2008 avec, à gauche, la voie de la ligne de Saint-Denis à Dieppe et, à droite, les voies de la ligne d'Amiens à Rouen.

Au niveau de Serqueux se situait un important nœud permettant de bifurquer vers la ligne d'Amiens à Rouen et l’ex-ligne de Charleval à Serqueux déferrée. Ce nœud constituait un véritable carrefour sur l’itinéraire des plateaux, pour rejoindre Rouen sans passer par la vallée de la Seine. La voie est ensuite déferrée et transformée en piste cyclable à partir de la seconde bifurcation, en direction de Rouen, depuis 1988. À partir de là, la double voie traversait le quart nord-ouest du pays de Bray, en le desservant en gares de Nesle - Saint-Saire, Neufchâtel-en-Bray, Mesnières-en-Bray et Bures-en-Bray, puis, sur les vingt-cinq derniers kilomètres, la vallée de l'Arques, à Osmoy, Saint-Vaast-d'Équiqueville, Dampierre-Saint-Nicolas et Arques-la-Bataille. Afin de franchir les affluents de la rivière, pas moins de six ponts sur la Varenne et sur la Béthune étaient nécessaires.

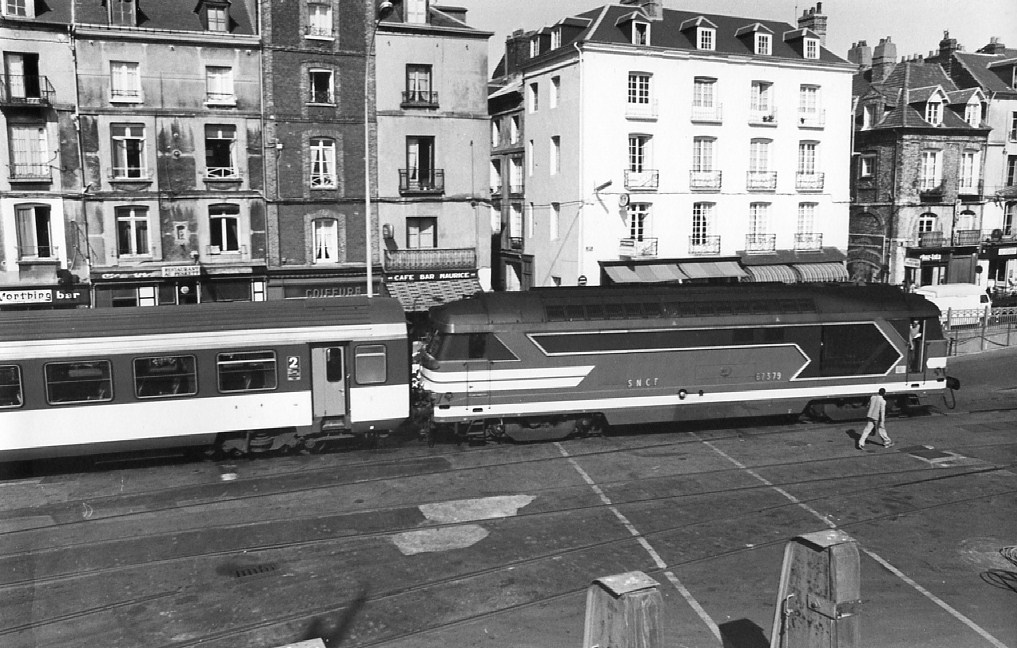
Locomotive de type BB 67300 attelée à une voiture Corail sur les voies de la gare de Dieppe-Maritime, en 1979.

La dernière partie de la ligne est celle située après Arques-la-Bataille. Les voies étaient en effet partie intégrante du complexe ferroviaire de Dieppe - Rouxmesnil. Après le dernier pont sur la Béthune, les voies étaient rejointes en section parallèle par celles de la ligne de Rouxmesnil à Eu en direction du Tréport avant de desservir la gare de triage aujourd’hui inexploitée et partiellement fermée de Rouxmesnil. Puis, une partie de la ligne se dirigeait vers la gare de Dieppe-Port encore en service, l’autre recevant la ligne de Malaunay - Le Houlme à Dieppe vers Rouen. Un raccordement dit « de Saint-Pierre » aujourd’hui démoli, permettait de relier le pays de Bray à Rouen sans passer par la gare de Dieppe ; la plate-forme de la ligne s’élargit alors, et certaines voies finissent dans la gare en cul-de-sac de Dieppe, tandis que d’autres rejoignent le complexe de Dieppe-Maritime qui longe les bassins du port de Dieppe, permettant autrefois le transfert des voyageurs et des marchandises vers ou depuis les paquebots à destination de l’Angleterre.

### Équipement
La ligne est électrifiée de Saint-Denis à Pontoise et de Pontoise à Gisors comme tout le réseau Nord et Saint-Lazare en 25 kV-50 Hz monophasé. Elle est à double voie sur toute la longueur de ce parcours, à l'exception de la section d'Enghien-les-Bains à Ermont-Eaubonne qui comporte une troisième voie banalisée au centre. La section située entre Serqueux et Arques-la-Bataille est déclassée depuis 1988 et déposée, déferrée puis transformée en piste cyclable baptisée « Avenue Verte » depuis 2003. Celle d'Arques-la-Bataille à Rouxmesnil-Bouteilles est utilisée par une usine d'Arques-la-Bataille, et celle de Rouxmesnil à Dieppe est encore utilisée par le trafic en provenance et à destination de la centrale nucléaire de Penly via la ligne de Rouxmesnil à Eu. Enfin, celle entre Gisors et Serqueux, bien qu’officiellement ouverte, n’est plus exploitée depuis le 19 janvier 2009 par la SNCF, faute d'entretien, et les gares de cette section ont toutes été démolies ou fermées. Rien n’empêche, cependant, un nouvel opérateur d’y faire circuler des trains ; elle est en cours de réhabilitation (voir ci-dessous la section Réouverture de Gisors à Serqueux).
La signalisation bénéficie du système de block automatique lumineux ou BAL jusqu'à Pontoise et du système de block automatique à permissivité restreinte (BAPR) de Pontoise à Gisors. Au-delà, la ligne est soumise au régime du cantonnement téléphonique de Gisors à Rouxmesnil avec protection arrière pour tous les trains. Enfin, le court tronçon de Rouxmesnil à Dieppe fonctionne en block manuel, ou BMU. Toute la ligne (à l’exception de la section déclassée) est aussi équipée du contrôle de vitesse par balises (KVB) et d'une liaison radio sol-train sans transmission de données.

### Ouvrages d'art

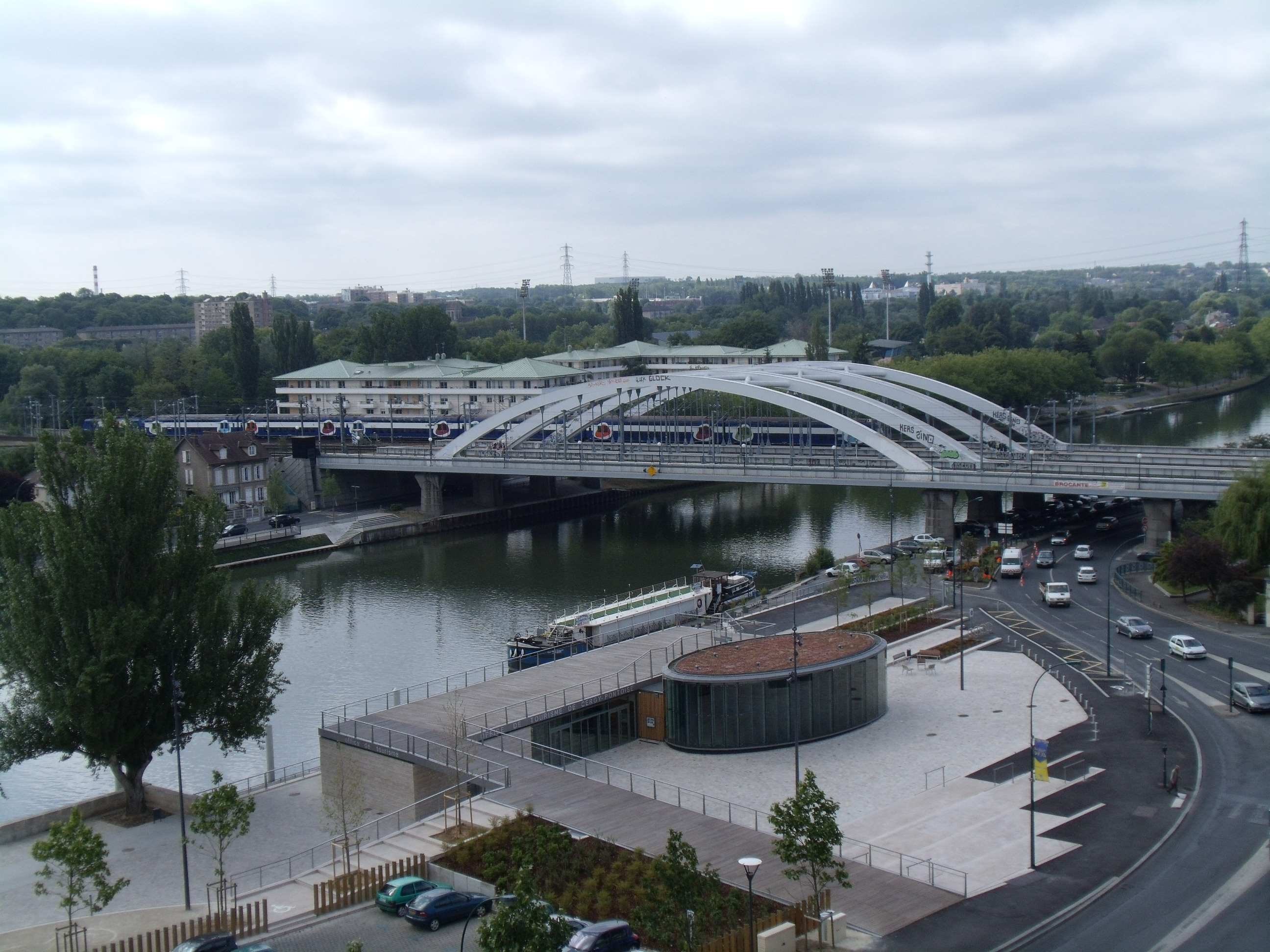
Le nouveau pont de Pontoise, mis en service en 1998, vu depuis le nord, avec une rame composée de VB 2N tractés par une BB 27300 assurant un service sur la ligne J du Transilien entre Paris-Saint-Lazare et Boissy-l'Aillerie.

Jusqu'à Pontoise, la ligne comporte très peu d'ouvrages d'art importants, mis à part le pont sur le canal de Saint-Denis à Saint-Denis et le pont ferroviaire de Pontoise sur l'Oise entre Saint-Ouen-l'Aumône et Pontoise. En effet, le profil très favorable de la vallée de Montmorency permet aux voies de conserver une faible rampe, de l'ordre de quelques millimètres par mètre seulement. Cependant, après la chef-lieu du Val-d'Oise, la ligne traverse le plateau du Vexin français, coupé de fonds argileux et tourbeux nécessitant d'importants terrassements. La remontée de la vallée de la Viosne, très sinueuse, depuis son confluent avec l'Oise à Pontoise nécessite une dizaine de ponts, tandis que la traversée des reliefs séparant les bassins de l'Oise et de l'Epte se fait grâce à deux tunnels totalisant près de 250 m de longueur. La remontée de la Troesne puis de l'Epte nécessite encore quatre ponts avant que la ligne ne rejoigne la Béthune dans le pays de Bray. La descente jusqu'à Dieppe se fait en descendant la Béthune, puis l'Arques en passant sur une demi-douzaine de ponts.

### Vitesses limites
La ligne n'autorise nulle part de vitesses supérieures à 120 km/h, ni entre Paris et Pontoise car la ligne est exploitée en trafic de banlieue avec des arrêts trop rapprochés et un débit trop important pour permettre des vitesses trop élevées, ni entre Pontoise et Gisors en raison du profil peu favorable de la ligne.
Les vitesses limites de la ligne en 2013 pour les trains Transilien (entre Paris-Nord et Gisors) et les TER jusqu'à Serqueux, en sens impair, sont indiquées dans le tableau ci-dessous ; toutefois, les trains de certaines catégories sont soumis à des vitesses limites plus faibles.
| De (PK)                                   | À (PK)                                    | Limite (km/h) |
| ----------------------------------------- | ----------------------------------------- | ------------- |
| Saint-Denis (PK 6,1)                      | Bif. d'Eaubonne (PK 13,5)                 | 90            |
| Emprise d'Ermont - Eaubonne (13,5 - 15,2) | Emprise d'Ermont - Eaubonne (13,5 - 15,2) | 60            |
| Ancienne bif. de Sannois (PK 15,2)        | Montigny - Beauchamp (PK 20,3)            | 90            |
| Montigny - Beauchamp (PK 20,3)            | Saint-Ouen-l'Aumône (PK 28,6)             | 120           |
| Saint-Ouen-l'Aumône (PK 28,6)             | Pontoise (PK 29,5)                        | 60            |
| Pontoise (PK 29,5)                        | Boissy-l'Aillerie (PK 34,9)               | 110           |
| Boissy-l'Aillerie (PK 34,9)               | Gisors-Embranchement (PK 68,4)            | 120           |
| Gisors-Embranchement (PK 68,4)            | Serqueux (PK 118,4)                       | 100,          |

## Exploitation

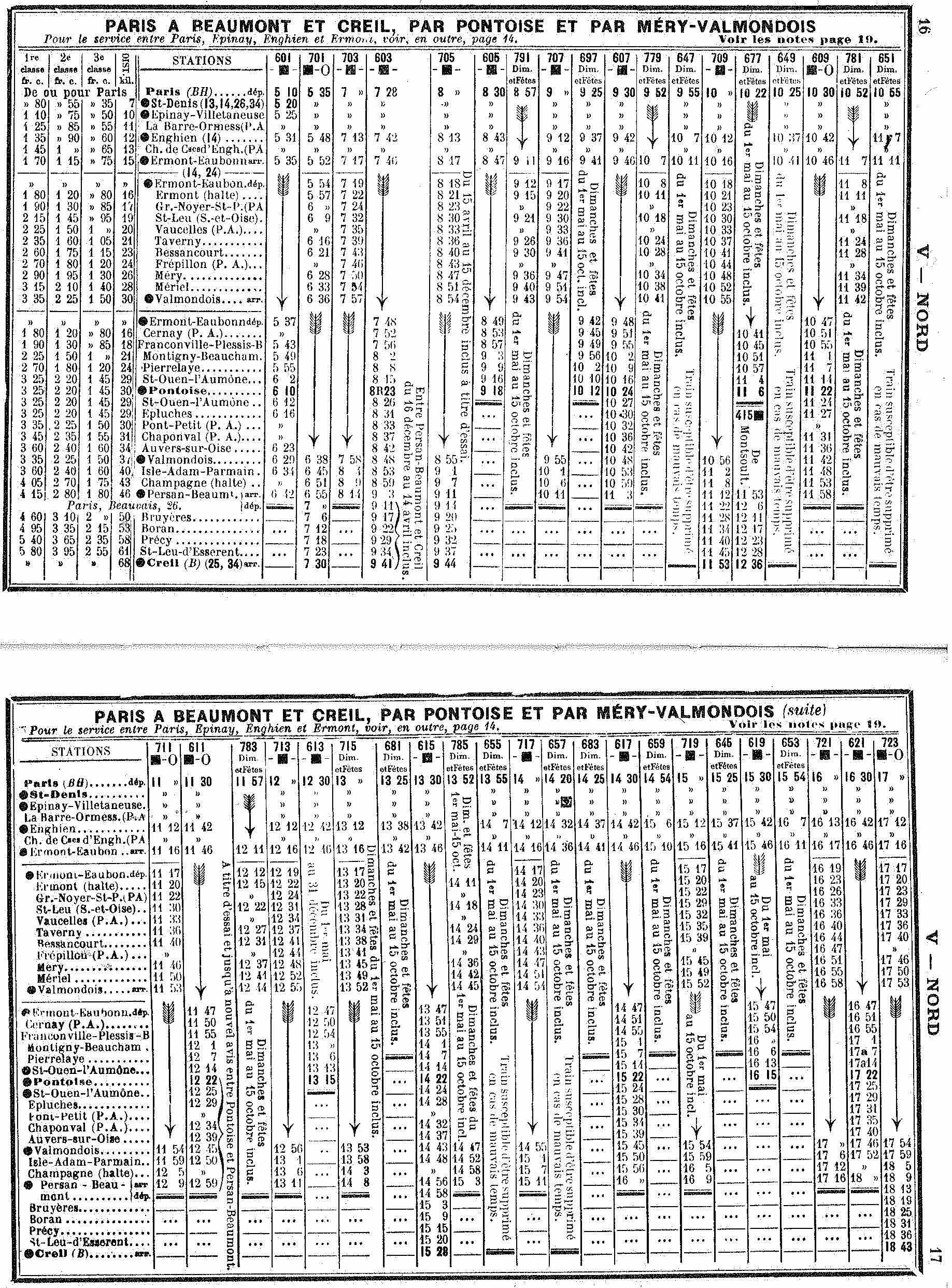
La grille horaire de la section exploitée par la Compagnie des chemins de fer du Nord en 1914.

La ligne est, depuis le XIXe siècle, exploitée distinctement par les compagnies des chemins de fer du Nord et de l'Ouest, devenues « régions » Nord et Ouest de la SNCF.
En 2011, on recense trois courants de trafic principaux, deux concernant le transport de voyageurs, un concernant le transport de fret.
Le plus important est le trafic de banlieue au départ de la gare de Paris-Nord et des terminus méridionaux de la ligne C du RER. Ce trafic est géré par Transilien Paris-Nord et assuré par les lignes C et H du réseau ferré de transports en Île-de-France grâce à des rames automotrices inox Z 6100, Z 20500, Z 50000 et des rames tractées, en particulier aux heures de pointe, composées de voitures de banlieue à deux niveaux (VB 2N) ou de rames inox de banlieue (RIO), tractées par des locomotives BB 17000 sous le label Transilien. Il concerne :
- les trains assurant la relation Dourdan / Massy - Palaiseau – Pontoise, utilisant la ligne entre Ermont - Eaubonne et Pontoise ;
- les trains assurant la relation Paris-Nord – Persan - Beaumont / Luzarches via Montsoult - Maffliers, utilisant la ligne entre Saint-Denis et Épinay - Villetaneuse ;
- les trains assurant la relation Paris-Nord – Persan - Beaumont via Saint-Leu-la-Forêt, utilisant la ligne entre Saint-Denis et Ermont - Eaubonne ;
- les trains assurant la relation Paris-Nord – Pontoise, utilisant la ligne entre Saint-Denis et Pontoise ;
- et les trains assurant la relation Pontoise – Creil, utilisant la ligne entre Saint-Ouen-l'Aumône et Pontoise.

Vient ensuite le trafic de banlieue au départ de la gare de Paris-Saint-Lazare, lui aussi sous le label Transilien, mais géré par la région SNCF Transilien Paris-Saint-Lazare. Ce trafic concerne la liaison Saint-Lazare – Gisors, assurée par les trains de la ligne J du Transilien chaque jour. Cependant, la majorité de ces trains a pour terminus Pontoise et n'empruntent donc pas la ligne.
Enfin, un faible trafic de fret emprunte régulièrement la ligne, indépendamment de la limite de région SNCF à Pontoise.
Depuis la fermeture de la ligne entre Gisors et Serqueux, plus aucun train de type « grandes lignes » ne circule en conditions normales, tout du moins jusqu'à la réouverture. Avant 2009, la desserte de Serqueux était limitée, par jour et par sens, à trois trains TER Haute-Normandie en provenance de Gisors, la majorité du trafic étant assurée par des autocars. Lors de la réouverture de la section Gisors – Serqueux de la ligne en mars 2021, quatre allers-retours circulent du lundi au vendredi, desservant  en 39 minutes également les gares intermédiaires de Gournay - Ferrières et de Sérifontaine, le trafic étant suspendu le week-end. Hervé Morin, président de la région Normandie, autorité organisatrice de la mobilité, annonce alors la possibilité d'une adaptation de l'offre ferroviaire pour 2022/2023.

## La ligne dans la littérature
La ligne est décrite dans deux récits d'Henri Vincenot de la série des Voyages du professeur Lorgnon parus dans La Vie du Rail, de Pontoise à Gisors sous le titre « En Vexin français »  dans le numéro du 13 octobre 1963, de Gisors à Dieppe dans le numéro du 10 septembre 1967  sous le titre « du côté de chez Maupassant ». Ces récits ont été  réédités dans leur ensemble en ̇1983 aux éditions Denoël et en 2003 aux éditions Omnibus.